# Роџер Харгривс
Чарлс Роџер Харгривс (Charles Roger Hargreaves Клекхетон, 9. мај 1935. - Ројал Танбриџ Велс, 11. септембар 1988)  је био енглески аутор и илустратор књига за децу, највише је познат по серији Човечуљци, намењен младим читаоцима.                                                                                                                                 
                                                                                                                                         

## Биографија

### Рођење
Чарлс Роџер Харгривс рођен је у приватној болници у улици 201 Bath Road, Клекхетон, Западни Јоркшир 9. маја 1935. године од Алфреда Реџиналда Харгривса и Етел Мари Харгривс. Одрастао је на улици Halifax 703,  Hartshead Moor, Клекхетон, изван које се сада налази спомена плоча.                                                                                                              

### Детињство и младост
Харгривс је похађао граматичну школу Sowerby Bridge  (данас Trinity Academy Sowerby Bridge). Потом је годину дана провео радећи у очевом предузећу за прање веша и хемијског чишћења пре него што се запослео у оглашавању. Његова првобитна амбиција била је да буде карикатуриста, а 1971. створио је успешну серију ликова који се користе за промоцију Askit Powders на ТВ-у (они су коришћени од 1971. до 1994).
Такође 1971. године, док је радио као креативни директор у лондонској фирми, написао је прву књигу Човечуљка, Господин Голицавко. У почетку је имао потешкоћа с проналажењем издавача, али када је то учинио, књиге су одмах постигле успех, продавши преко милион примерака у року од три године. Године 1974. књиге су изнедриле ББЦ анимирану телевизијску серију коју је испричао Артур Лов. У другој серији следеће године објављени су новији наслови у формату двоструких рачуна са онима из прве серије.
До 1976. године Харгривс је напустио свакодневни посао. 1981. године покренута је серија књига о женским човечуљцима, а 1983. године од ње је такође направљена телевизијска серија коју су препричавали Полин Колинс и њен супруг Џон Алдертон. Иако је Харгривс написао многе друге дечје приче - укључујући Timbuctoo серију од 25 књига, John Mouse и Roundy and Squary књиге - најпознатији је по својих 46 књига о Човечуљцима.                                                                                                     

### Смрт
Између 1975. и 1982. Харгривс је живео са породицом на Гвернсију. Затим су се настанили на фарми Sussex близу Каудена, Кент. Харгривс је умро 11. септембра 1988, у 53. години, у болници Kent и Sussex у Ројал Танбриџ Велс, након можданог удара. Сахрањен је у Каудену, Источни Сасекс. Локално становништво каже да у гробном дворишту у Кауден цркви није било довољно места, али да је већ купио суседно поље како би он и други могли тамо да се одморе. Након његове смрти, његов син Адам наставио је писати и цртати ликове Човечуљцима новим причама (док је потписивао корице у очевом потпису). У априлу 2004. године, Харгривсова удовица Кристин продала је права на ликове Човечуљци у британској групи Chorion за 28 милиона фунти. У децембру 2011. године, Chorion је продао бренд мушких човечуљцима и с њим повезано трговачко пословање јапанском Санриу.